# Городище (Сумская область)
Городи́ще (укр. Городище) — село,
Деркачовский сельский совет,
Недригайловский район,
Сумская область,
Украина.
Код КОАТУУ — 5923580903. Население по переписи 2001 года составляло 96 человек.

## Географическое положение
Село Городище находится на берегу реки Терн,
выше по течению на расстоянии в 1 км расположено село Холодное,
ниже по течению на расстоянии до 1 км расположены сёла Иваница и Деркачовка.
По селу протекает пересыхающий ручей с запрудой.

## История
Городище ассоциируется с летописным городом Вьехань, упомянутым в XII веке. Его остатки связывают с Лехановским городищем, давшем название селу Городище.

## Экономика
- Овце-товарная ферма.